# Edmund Marshalleckstadion
Het Edmund Marshalleckstadion is een multifunctioneel stadion in Benque Viejo del Carmen, een stad in Belize. 
Het stadion wordt vooral gebruikt voor voetbalwedstrijden, de voetbalclub Verdes FC maakt gebruik van dit stadion. In het stadion is plaats voor 2.000 toeschouwers. 